# Viktoria Luise của Phổ
Viktoria Luise của Phổ (tiếng Đức: Viktoria Luise von Preußen; tên đầy đủ: Viktoria Luise Adelheid Mathilde Charlotte; 13 tháng 9 năm 1892 – 11 tháng 12 năm 1980) là người con cuối cùng của Hoàng đế Wilhelm II của Đức và Auguste Viktoria xứ Schleswig-Holstein. Thông qua cha, Viktoria Luise là cháu chắt của cả Wilhelm I của Đức và Victoria I của Liên hiệp Anh. Đám cưới năm 1913 của Viktoria Luise với Ernst August của Hannover là dịp tụ họp lớn nhất của các vị quân chủ ở Đức kể từ khi nước Đức thống nhất vào năm 1871, và là một trong những sự kiện xã hội lớn cuối cùng của Vương thất châu Âu trước khi Chiến tranh thế giới thứ nhất nổ ra vào mười bốn tháng sau đó.
Không lâu sau đám cưới, Viktoria Luise trở thành Công tước phu nhân xứ Braunschweig. Thông qua con gái Friederike Luise của Hannover, Viktoria Luise là bà ngoại của Sofia của Hy Lạp, Vương hậu Tây Ban Nha và Konstantinos II của Hy Lạp cũng như là tổ mẫu của Vương thất Tây Ban Nha hiện tại.

## Những năm đầu đời và giáo dục
Hoàng nữ Viktoria Luise sinh vào ngày 13 tháng 9 năm 1892, là người con thứ bảy và là con gái duy nhất của Wilhelm II của Đức và Auguste Viktoria xứ Schleswig-Holstein. "Sau sáu người con trai, Chúa đã ban cho chúng tôi đứa con thứ bảy, một cô con gái nhỏ nhưng rất mạnh mẽ", Auguste Viktoria viết trong nhật ký ngay sau khi sinh. Hoàng nữ được làm lễ rửa tội vào ngày 22 tháng 10 và được đặt theo tên bà cố nội là Nữ vương Victoria I của Liên hiệp Anh và bà cố tổ nội là Luise xứ Mecklenburg-Strelitz. Trong một là thư gửi mẹ, Nữ vương Victoria, bà nội của Viktoria Luise, Victoria của Liên hiệp Anh, Vương nữ Vương thất và Hoàng hậu Đức, đã cố gắng tỏ ra ổn thỏa khi biết rằng Hoàng nữ không được đặt tên theo mình: 
| “ | I think it quite understandable that the little girl... should be called after you!! Con biết rằng rất dễ hiểu khi đứa nhỏ ấy... nên được gọi theo tên của mẹ!! | ” |

Trong gia đình, Hoàng nữ được gọi là "Sissy".
Nhà sử học Justin C. Vovk viết rằng Viktoria Luise có sự thông minh giống bà nội Victoria, trang nghiêm và tôn quý giống mẹ, nhưng độc đoán và ương ngạnh giống cha. Viktoria Luise thích trở thành trung tâm của sự chú ý và là người con yêu thích của Wilhelm II. Theo anh cả của Viktoria Luise, Thái tử Wilhelm của Đức, Viktoria Luise là "người duy nhất trong chúng tôi ở thời thơ ấu đã thành công trong việc giành được một vị trí ấm áp" trong trái tim của Hoàng đế Wilhelm II. Năm 1902, gia sư người Anh của Hoàng nữ là Anne Topham, đã nhận xét trong lần gặp đầu tiên rằng vị Hoàng nữ chín tuổi rất thân thiện, hoạt bát và luôn cãi vã với người anh thứ của mình là Hoàng tử Joachim. Anne sau đó ghi nhận rằng vị hoàng đế "hiếu chiến" "tương đối không nhân nhượng cả khi với gia đình" và là "ảnh hưởng chủ yếu đến cuộc đời của con gái. Những suy nghĩ, quan điểm của Hoàng đế về đàn ông và mọi vật đều được nàng liên tục trích dẫn."
Cả gia đình cư trú tại Lâu đài Homburg, và Viktoria Luise và Joachim thường đến thăm em họ là con của Margarethe và Sophie của Phổ - tại Lâu đài Kronberg gần đó. Năm 1905, Viktoria Luise học âm nhạc với nghệ sĩ piano Sandra Droucker. Trong một tuần vào tháng 5 năm 1911, Viktoria Luise đã đến Anh trên du thuyền vương thất Hohenzollern cùng với cha mẹ, nơi họ đến thăm người em họ George V của Wilhelm II để dự lễ khánh thành bức tượng của Nữ vương Victoria trước Cung điện Buckingham. Lễ Thêm Sức của Viktoria Luise diễn ra tại Friedenskirche ở Potsdam vào ngày 18 tháng 10 năm 1909.

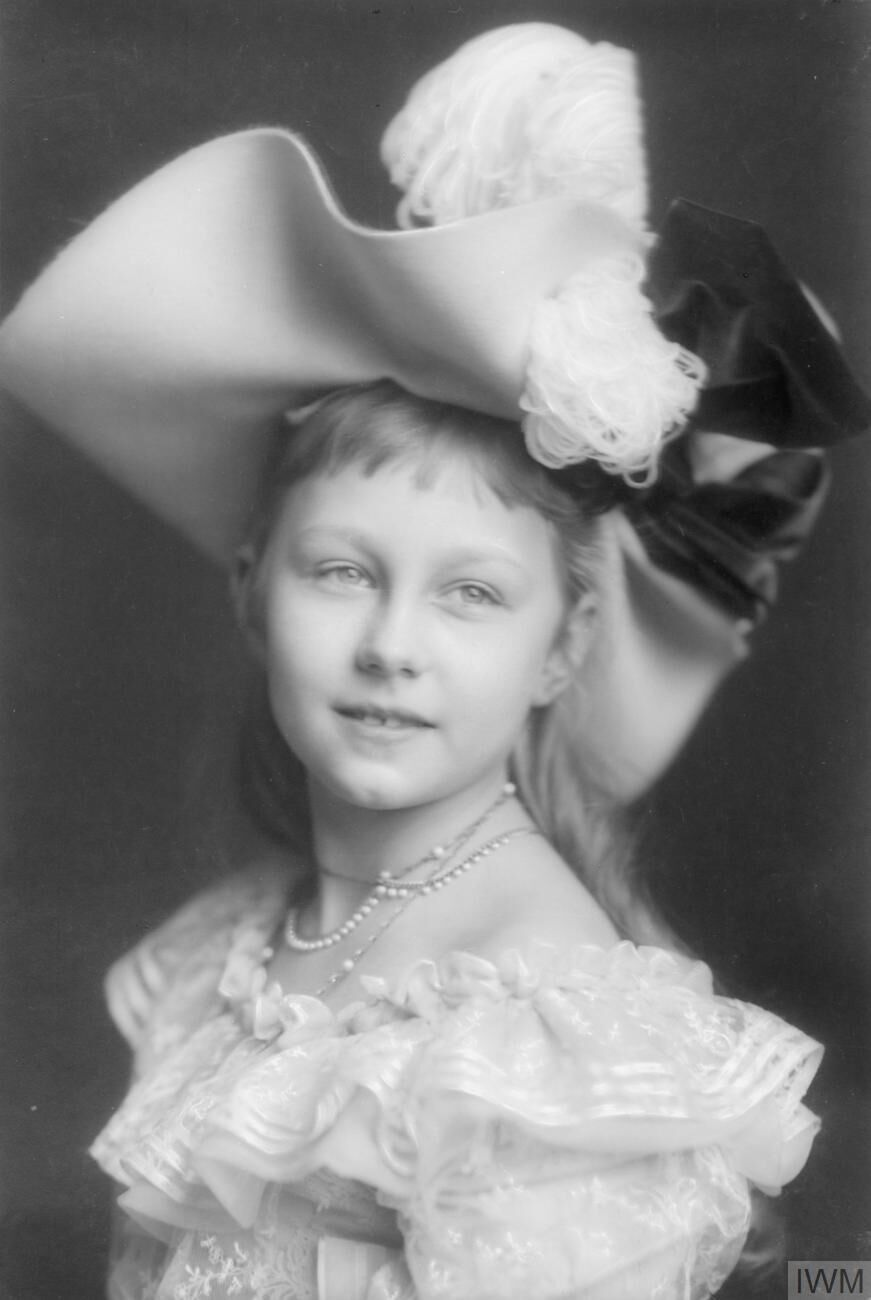
Viktoria Luise năm 1902, 10 tuổi
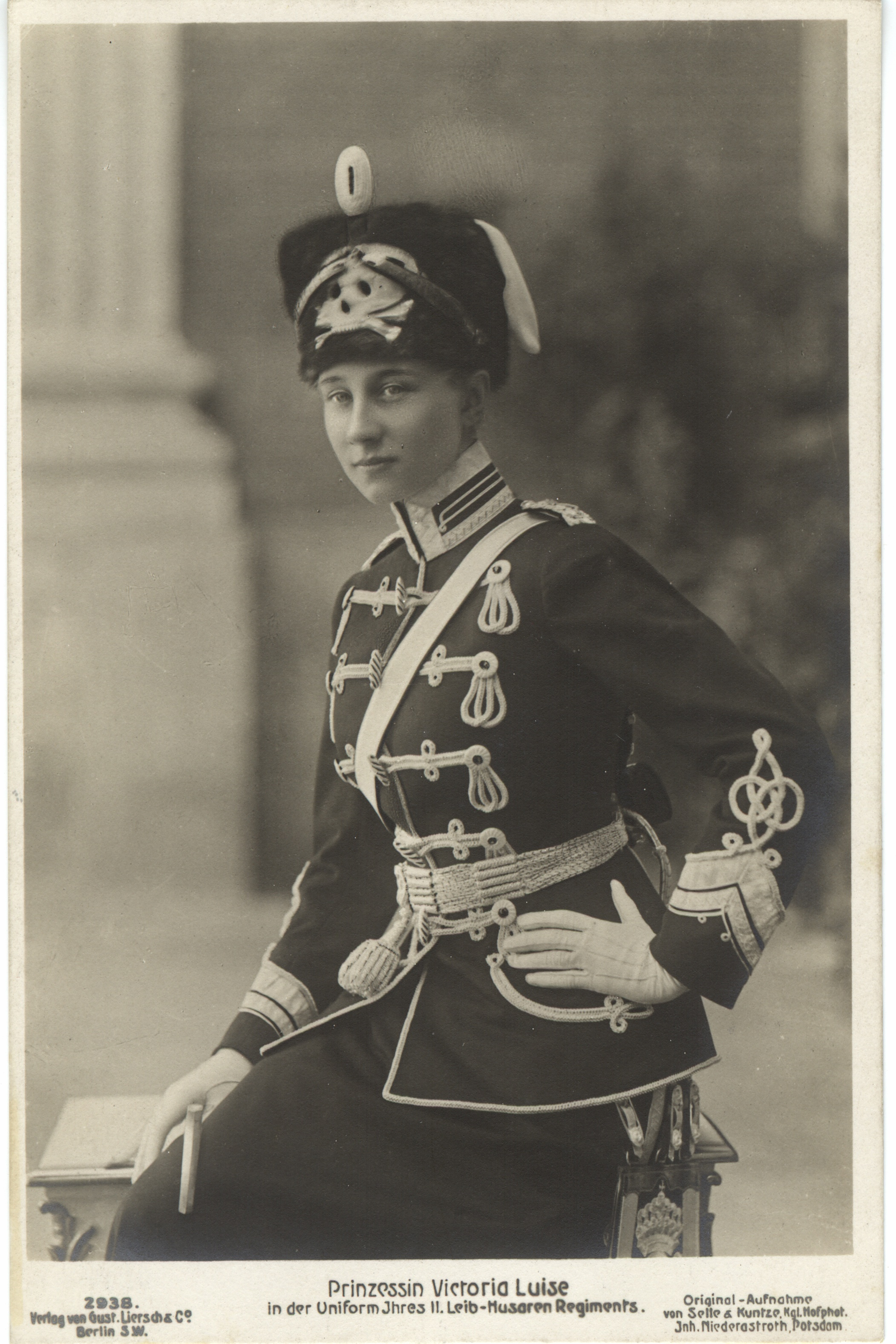
Viktoria Luise năm 1909 với tư cách là Đại tá Danh dự của Trung đoàn Kỵ binh Phổ thứ II
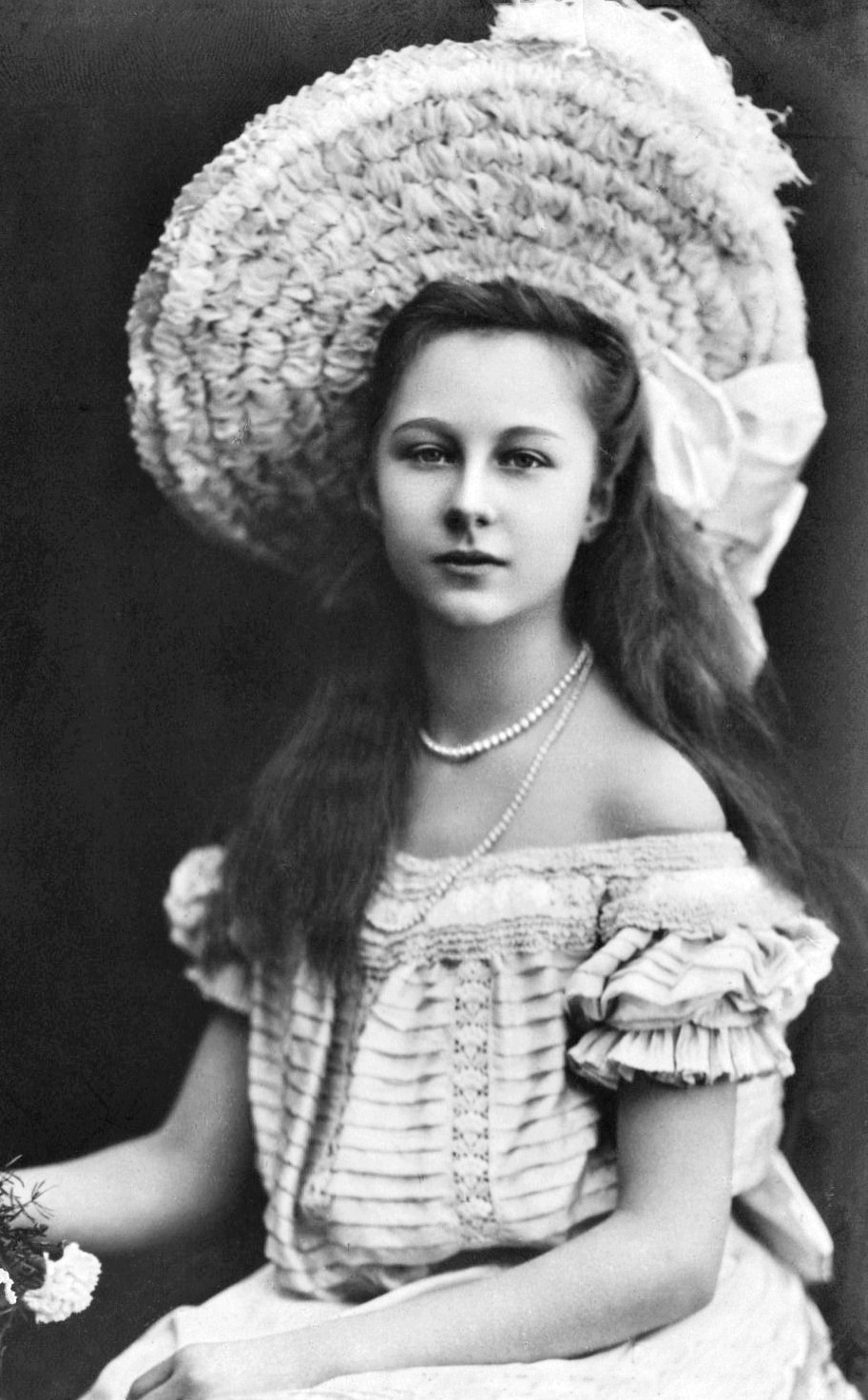
Viktoria Luise năm 1907, 15 tuôi
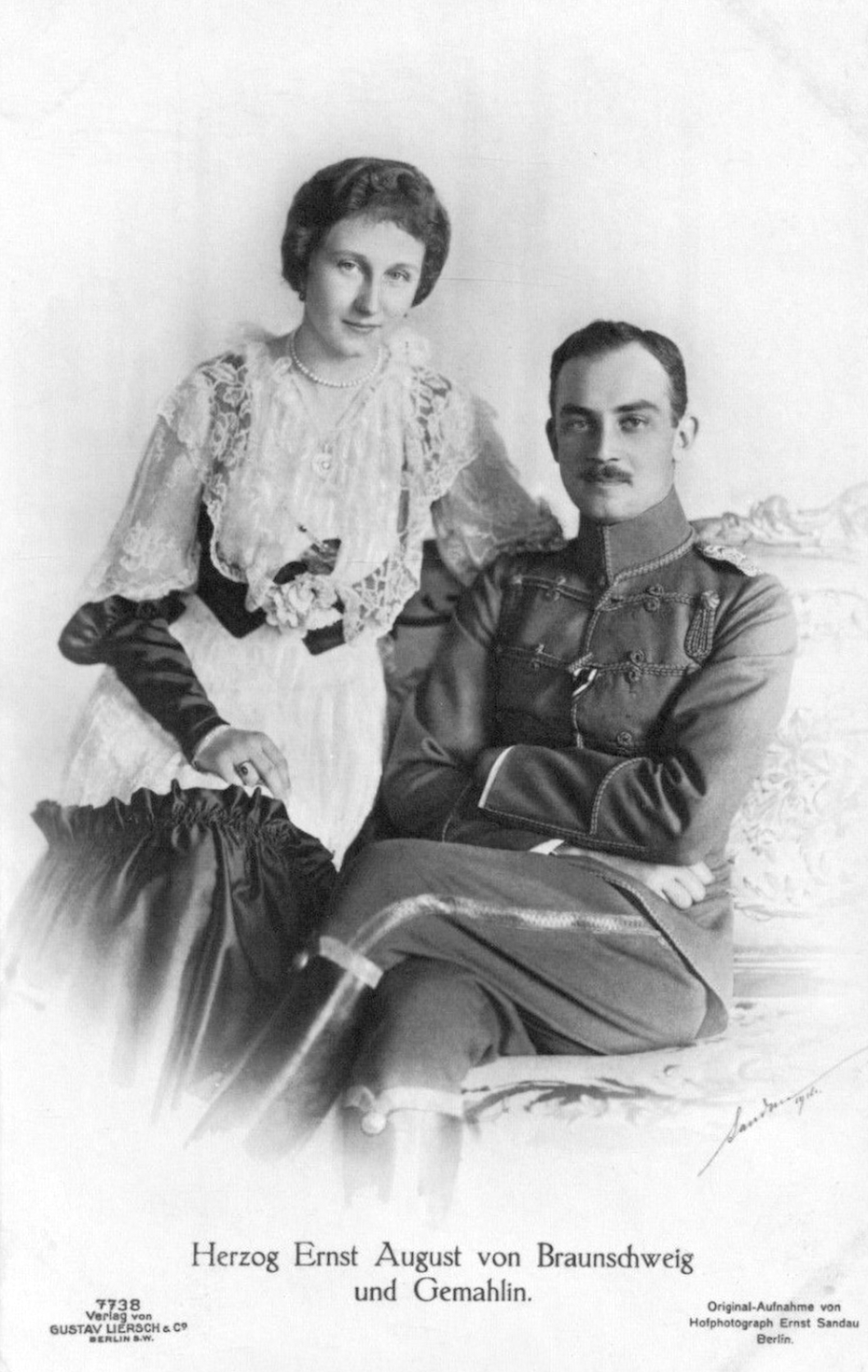
Viktoria Luise của Phổ và Ernst August của Hannover, Công tước xứ Braunschweig (trước năm 1918)

## Hôn nhân

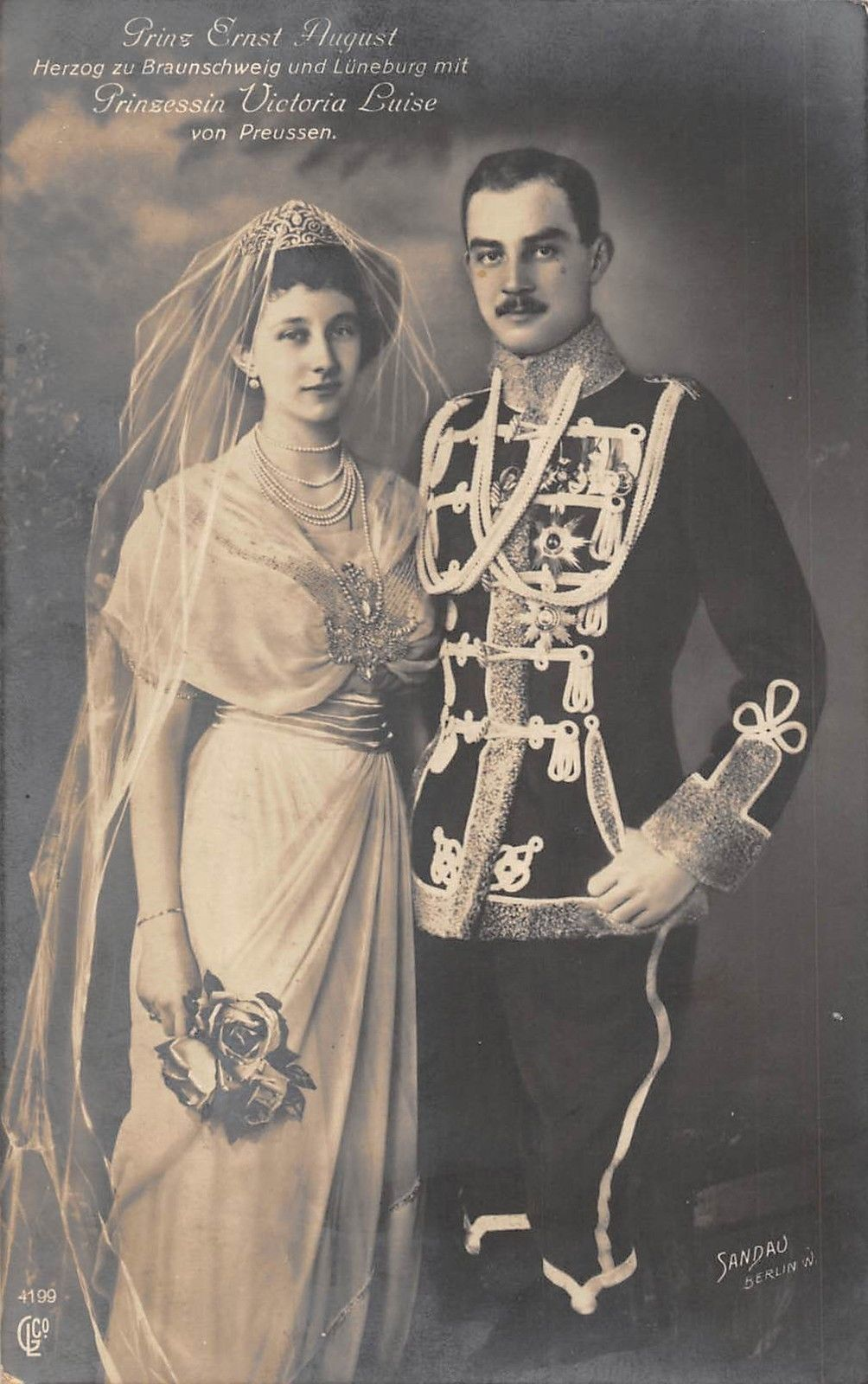
Vương nữ Viktoria Luise của Phổ và Vương tử Ernst August của Hannover năm 1913.

Năm 1912, Ernst August của Hannover, người thừa kế giàu có của tước hiệu Công tước xứ Cumberland và Teviotdale, đã đến triều đình Berlin để cảm ơn Hoàng đế Wilhelm II vì đã cho Hoàng thái tử Wilhelm và Hoàng tử Eitel Friedrich đến dự tang lễ của anh trai là Vương tử Georg Wilhelm. Tại thời điểm đó, Vương tộc Hannover sống lưu vong tại Gmunden thuộc Áo. Khi ở Berlin, Ernst August đã gặp Viktoria Luise và cả hai đã cảm mến nhau. Tuy nhiên, bất kỳ cuộc thảo luận về hôn nhân của hai người đều kéo dài hàng tháng trời do những lo ngại về chính trị; Ernst August cũng là người thừa kế của Vương quốc Hannover vốn đã bị Vương quốc Phổ đã sáp nhập sau Chiến tranh Áo-Phổ năm 1866. Vương thái tử Phổ không hài lòng với mối hôn sự và mong muốn Ernst August sẽ từ bỏ quyền cai trị đối với Hannover; trong một thỏa hiệp, Ernst August sẽ được thừa hưởng một lãnh địa nhỏ hơn là Công quốc Braunschweig, trong đó cha của Ernst August vốn là người thừa kế hợp pháp. Trước đó, gia đình của Ernst August đã bị cấm kế vị Công quốc Braunschweig do yêu sách kế vị của họ đối với Vương quốc Hannover.
Ernst và Viktoria đính hôn tại Karlsruhe vào ngày 11 tháng 2 năm 191 và đám cưới xa hoa của hai người được diễn ra vào ngày 24 tháng 5 năm 1913 tại Berlin. Báo chí đã ca ngợi đây chính là dấu chấm hết cho sự bất hòa giữa hai Vương tộc Hannover và Vương tộc Hohenzollern vốn đã tồn tại kể từ cuộc sáp nhập năm 1866. The Times mô tả sự kết hợp này giống như Romeo và Juliet nhưng kết thúc có hậu hơn. Mặc dù báo chí coi cuộc hôn nhân này là kết quả của tình yêu, nhưng cuộc hôn nhân của hai người là vì tình yêu hay mang tính chính trị thì vẫn chưa rõ ràng; nhà sử học Eva Giloi tin rằng cuộc hôn nhân nhiều khả năng là kết quả của mong muốn chấm dứt rạn nứt của Phổ, mặc dù Hoàng nữ đã mô tả nó như một "cuộc tình" trong một bức thư.
Như một cử chỉ ngoại giao, Hoàng đế Wilhelm II đã mời gần như toàn bộ đại gia đình của mình tham dự đám cưới. Wilhelm II cũng ân xá và trả tự do cho hai điệp viên người Anh đang bị cầm tù là Đại úy Bertrand Stewart và Đại úy Bernard Frederick Trench, như một món quà dành cho Vương quốc Liên hiệp Anh. Đám cưới của Viktoria Luise và Ernst August đã trở thành sự kiện tụ họp lớn nhất của các vị quân chủ trị vì ở Đức kể từ khi nước Đức thống nhất vào năm 1871, và là một trong những sự kiện xã hội lớn cuối cùng của Vương thất châu Âu trước khi Chiến tranh thế giới thứ nhất bùng nổ vào mười bốn tháng sau đó. Những người tham dự bao gồm hai người em họ của Wilhelm II là Quốc vương George V và Sa hoàng Nikolai II, cũng chính là anh họ của Ernst August thông qua mẹ của họ. Tiệc cưới bao gồm 1.200 khách mời. Hoàng hậu Auguste Viktoria đã rất đau khổ và đã khóc khi phải chia tay cô con gái duy nhất của mình.

## Chồng và con cái

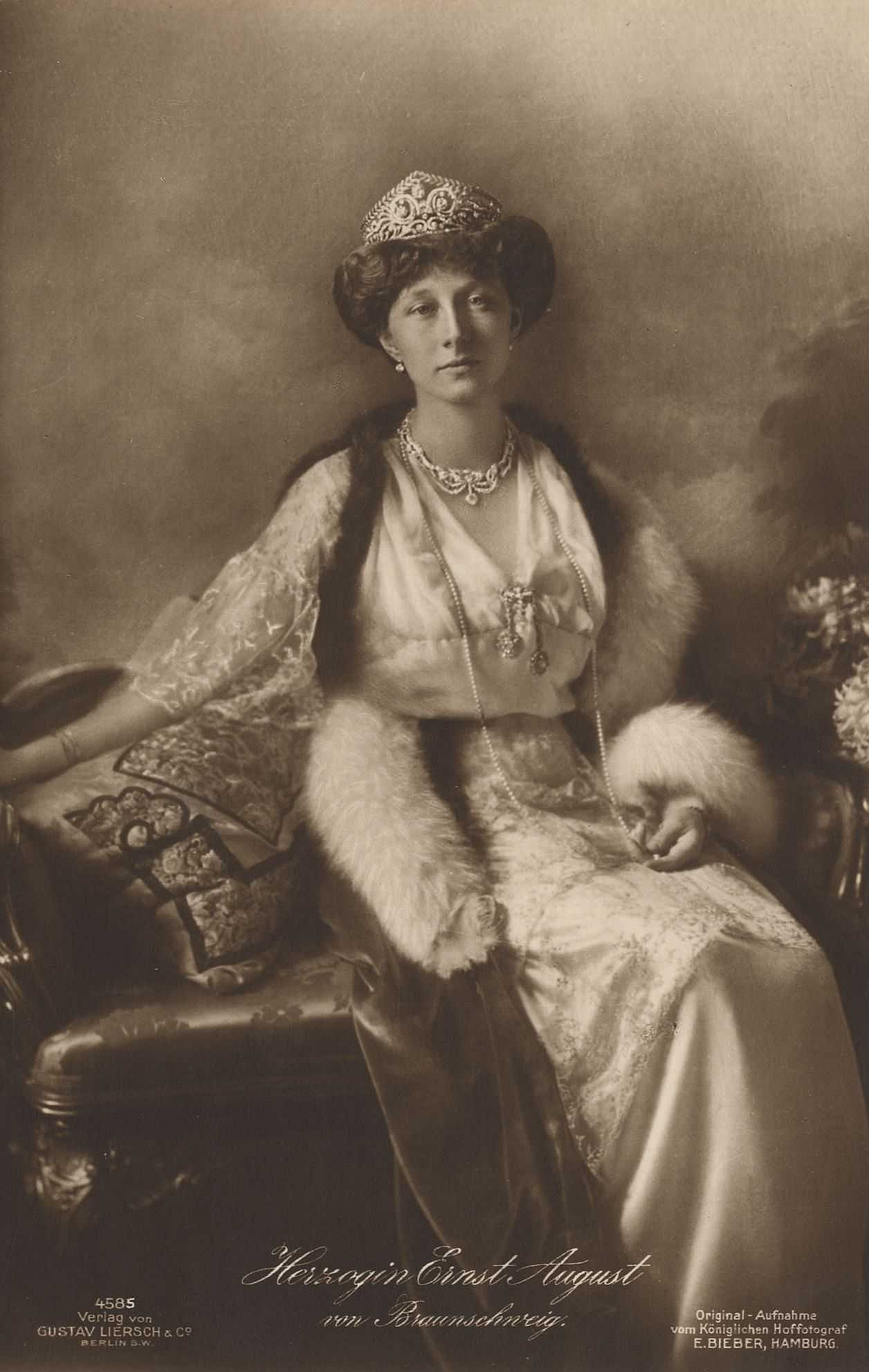
Viktoria Luise năm 1918

Tân Công tước và Công tước phu nhân xứ Braunschweig chuyển đến Cung điện Braunschweig ở thủ đô Braunschweig và xây dựng gia đình của mình, trước là với sự ra đời của con trai cả là Ernst August, chưa đầy một năm kể từ khi hai vợ chồng kết hôn. Họ còn có thêm bốn người con nữa là Georg Wilhelm, Friederike, Christian Oskar và Welf Heinrch.
Ngày 8 tháng 11 năm 1918, Ernst August bị buộc phải thoái vị cùng với các vị quốc vương, đại công tước, công tước và thân vương khác của Đức, và công quốc Braunschweig sau đó đã không còn tồn tại. Năm tiếp theo, Ernst August bị tước bỏ các tước hiệu Anh theo Đạo luật Tước bỏ Tước hiệu năm 1917 do phục vụ trong quân đội Đức trong chiến tranh.
Vì vậy, khi cha của Ernst August qua đời vào năm 1923, Ernst August đã không kế vị tước hiệu Công tước xứ Cumberland của cha. Trong ba mươi năm tiếp theo, Ernst August vẫn là Gia chủ Vương tộc Hannover, nghỉ hưu trên nhiều điền trang khác nhau cùng gia đình, chủ yếu là Lâu đài Blankenburg ở Đức và Lâu đài Cumberland ở Gmunden, Áo. Ernst August cũng sở hữu Lâu đài Marienburg gần Hannover; tuy nhiên, hai vợ chồng hiếm khi sống ở đó cho đến năm 1945.

## Chiến tranh Thế giới thứ 2
Một số người anh của Viktoria Luise là những thành viên đầu tiên của Đảng Quốc xã, trong đó có cựu Thái tử Wilhelm và con trai August Wilhelm. Mặc dù Ernst August chưa bao giờ chính thức gia nhập đảng nhưng đã quyên góp tiền và có quan hệ thân thiết với một số vị lãnh đạo. Với tư cách là cựu Vương tử Anh, Ernst August và Viktoria Luise mong muốn có được một mối quan hệ hợp tác giữa Anh và Đức. Tuy bề ngoài là mong muốn một liên minh với Anh, vào giữa những năm 1930, Adolf Hitler đã lợi dụng họ bằng cách yêu cầu hai vợ chồng sắp xếp một hôn sự giữa con gái của hai vợ chồng là Friederike Luise và Thân vương xứ Wales. Tuy nhiên, vợ chồng Viktoria Luise từ chối vì cho rằng chênh lệch tuổi tác giữa hai người quá lớn; Friederike Luise chỉ được khoảng 18 tuổi trong khi Edward đã hơn 22 tuổi. Sau triều đại ngắn ngủi của Edward với trị hiệu là Edward VIII vào năm 1936, sau khi trở thành Công tước xứ Windsor, Edward và vợ là Wallis Simpson đã đến thăm "Cumberlands" tại Lâu đài Cumberland ở Gmunden, Áo. Còn Friederike Luise đã kết hôn với Pavlos I của Hy Lạp vào năm 1938.
Vào tháng 5 năm 1941, cựu hoàng Wilhelm II lâm bệnh vì tắc ruột, và Vitoria Luise đã đến Doorn để thăm cha, một số người anh Viktoria Luise cũng đến thăm Wilhelm II. Tình hình sức khỏe của Wilhelm II đã cải thiện đủ tốt để họ rời đi nhưng chóng tái phát. Viktoria Luise đã trở lại kịp thời để bên cha cùng với cháu trai gọi cô là Louis Ferdinand và mẹ kế Hermine khi Wilhelm II qua đời vào ngày 4 tháng 6 năm 1941 vì tắc mạch phổi. Khi chiến tranh kết thúc ở châu Âu vào tháng 4 năm 1945, Viktoria Luise đang sống cùng chồng tại Lâu đài Blankenburg. Vài ngày trước khi Blankenburg được lực lượng Anh và Mỹ bàn giao cho Hồng quân vào cuối năm 1945 để trở thành một phần của Đông Đức, gia đình đã chuyển đến Lâu đài Marienburg, lúc bấy giờ nằm trong Vùng chiếm đóng của Anh, với tất cả đồ đạc của gia đình, được vận chuyển bằng xe tải của Quân đội Anh theo lệnh của George VI của Liên hiệp Anh.

## Cuộc sống sau này

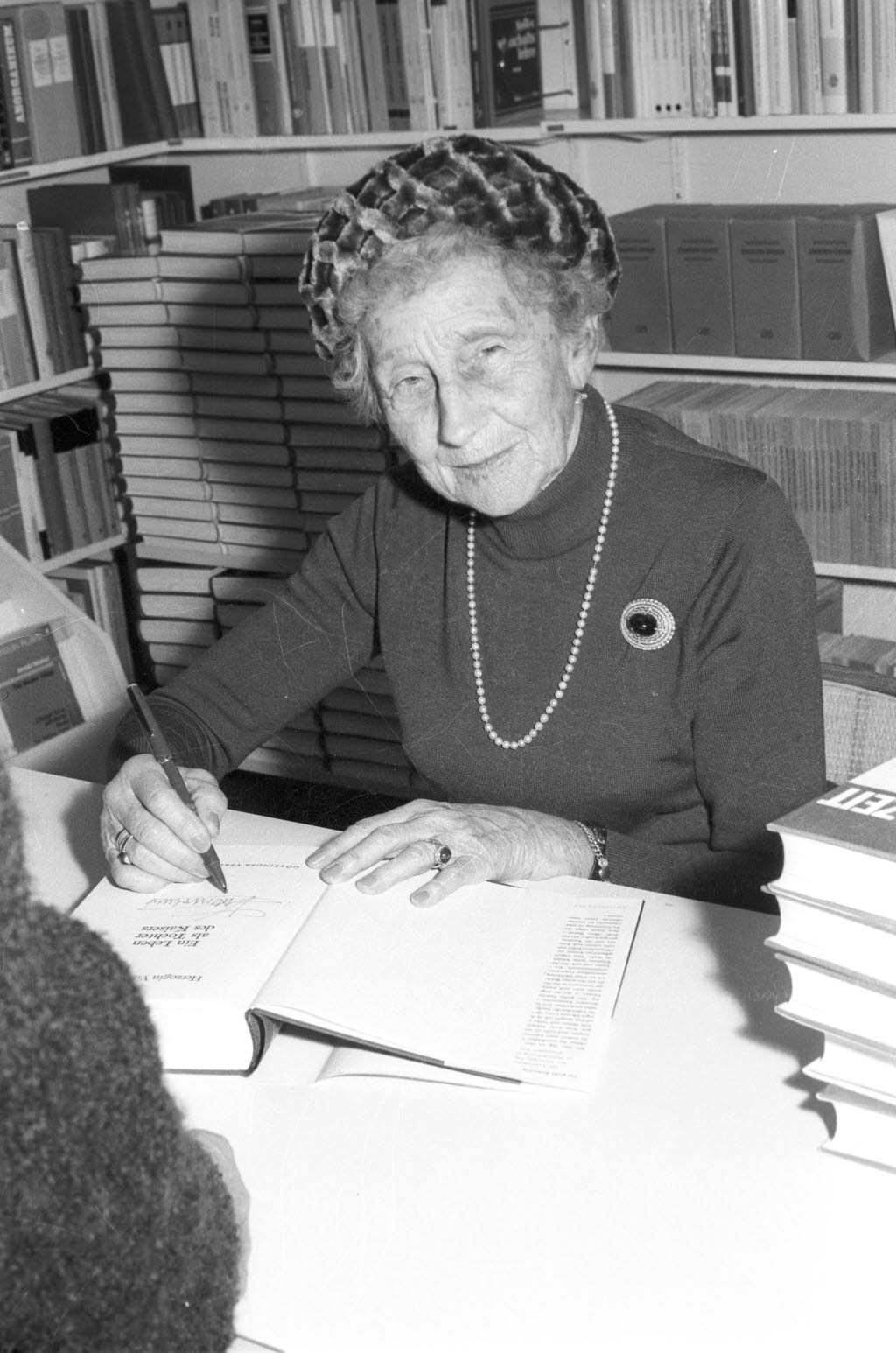
Viktoria Luise của Phổ ký tên lên những cuốn tự truyện năm 1970.

Sau chiến tranh, Viktoria Luise dành phần lớn thời gian tham dự các sự kiện công cộng ở Hạ Sachsen, hỗ trợ các dự án trùng tu cung điện, tham gia các bữa tiệc của giới thượng lưu, săn bắn và cưỡi ngựa. Bà Công tước cũng dành thời gian giúp đỡ các hoạt động từ thiện, chẳng hạn như hỗ trợ xây dựng khu nghỉ lễ cho trẻ em có điều kiện kinh tế thấp. Ngày 30 tháng 1 năm 1953, chồng của Viktoria Luise qua đời. Khi con trai cả của Viktoria Luise biến Marienburg thành bảo tàng vào năm 1954 và chuyển đến Calenberg Estate gần đó, Viktoria Luise trở nên mâu thuẫn với con trai, mặc dù con trai cả Ernst August Georg đã đề nghị cho mẹ số trang viên khác để sống. Giữa hai mẹ con cũng có sự cạnh tranh về mức độ được yêu mến và sự xuất hiện trước công chúng. Viktoria sau đó chuyển về Braunschweig, sống trong một ngôi nhà được trao tặng bởi một một nhà công nghiệp giàu có và một nhóm người mến mộ tên là "Braunschweiger Freundeskreis" (vòng tròn bạn bè Braunsweig) tặng cho cô. Cô sống ở đó cho đến khi qua đời và sống ở đó cho đến khi qua đời.
Năm 1965, Viktoria Luise xuất bản cuốn tự truyện Life as Daughter of the Emperor, và sau đó là một số cuốn sách khác, bao gồm tiểu sử của mẹ Viktoria Luise và chị dâu Cecilie, Hoàng thái tử phi Đức cuối cùng. Tuy nhiên nhiều người tin rằng nhà xuất bản Leonhard Schlüter của Viktoria Luise mới là người viết nên các cuốn sách.
Viktoria Luise được chôn cất bên cạnh chồng mình trước Lăng mộ Vương thất ở Berggarten tại Vườn Herrenhausen ở Hannover, đây là nhà nguyện chôn cất Ernst August I của Hannover, và vợ là Friederike xứ Mecklenburg-Strelitz kể từ khi Ernst August I được cải táng sau Chiến tranh thế giới thứ hai và cũng là nơi an nghỉ của George I của Đại Anh.

## Ấn phẩm

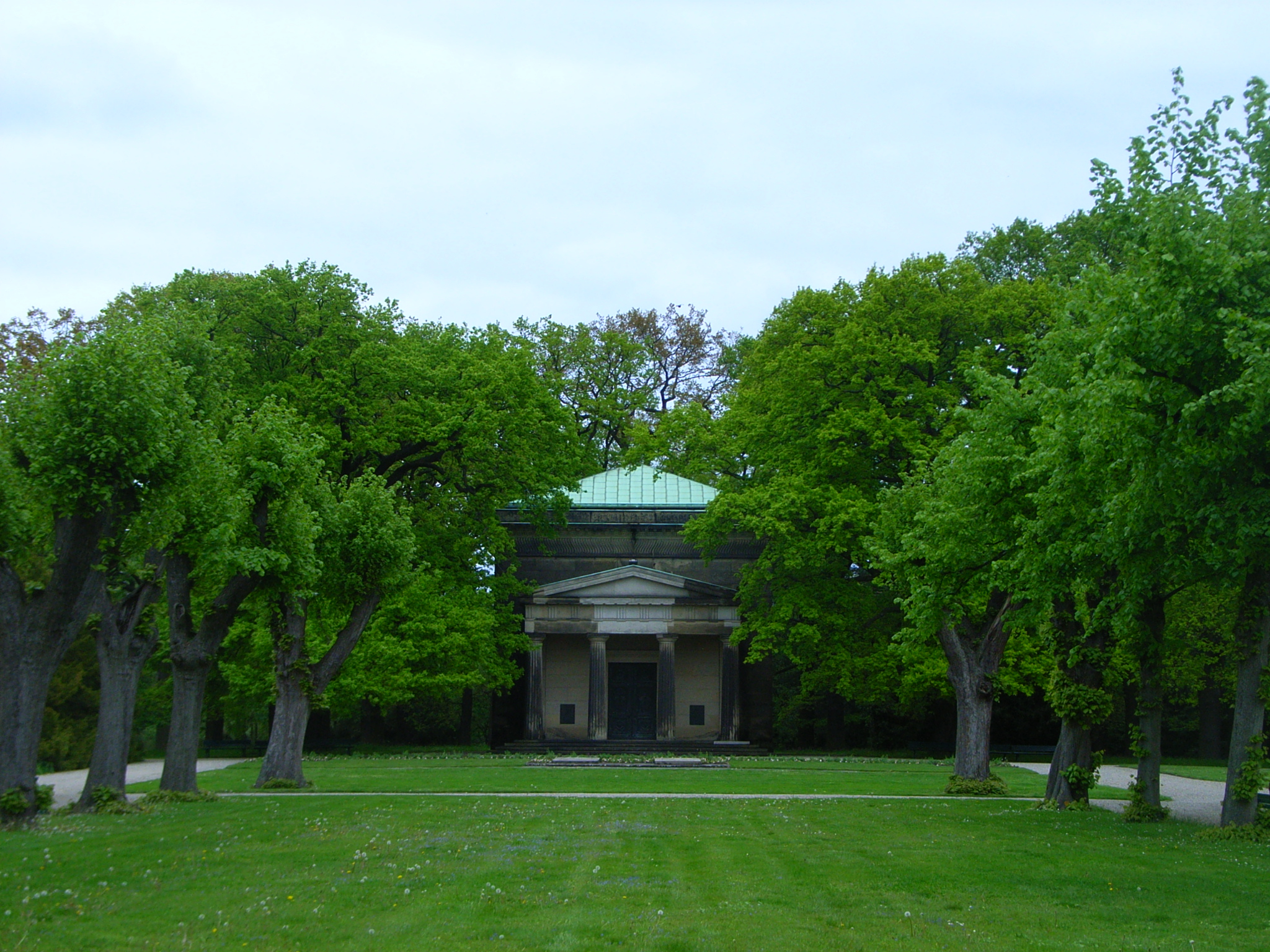
Mộ phần của Ernst August của Hannover và Viktoria Luise của Phổ trước Lăng mộ Berggarten ở Hannover.

Các ấn phẩm của Viktoria Luise của Phổ:
- Ein Leben als Tochter des Kaisers ("Cuộc đời của Con gái Hoàng đế").
- Im Strom der Zeit ("Trong Dòng sông Thời gian").
- Bilder der Kaiserzeit ("Hình ảnh từ Thời kỳ Đế quốc").
- Vor 100 Jahren ("100 Năm Trước").
- Die Kronprinzessin ("Thái tử phi").
- Deutschlands letzte Kaiserin ("Hoàng hậu cuối cùng của nước Đức").

## Di sản
David Jones đã ghi lại trong bài thơ văn xuôi In Parenthesis một đoạn bài hát từ bài Mặt trận phía Tây – "Tôi muốn cô con gái xinh xắn của Big Willie"ngụ ý (như Jones lưu ý) "rằng mục tiêu của Lực lượng Viễn chinh Anh vào Pháp là để chiêm ngưỡng nét quyến rũ của Hoàng nữ".
Một số con tàu đã được đặt tên theo của Viktoria Luise:
- SMS Viktoria Luise, tàu tuần dương bảo vệ, hoạt động từ ngày 29  tháng 3 năm 1897, bị loại bỏ năm 1923.[41]
- Prinzessin Victoria Luise, hoạt động từ ngày 29 tháng 6 năm 1900; bị đắm ở Jamaica ngày 16 tháng 12 năm 1906.[42]
- Viktoria Luise, hoạt động từ 10 tháng 1 năm 1900, với tên gọi Deutschland; được tái trang bị và cải tên thành Viktoria Luise vào năm 1910; đổi tên thành Hansa năm 1921 sau đó đem bán lấy sắt vụn năm 1925.
- Tàu bay Zeppelin LZ 11 của Verkehrsluftschiff der Deutschen Luftschifffahrts Aktiengesellschaft (DELAG) (tạm dịch: Công ty Khí cầu Du lịch Đức) được đặt tên là Viktoria Luise.[43]

## Huân chương
- Hiệp sĩ của Huân chương Đại bàng đen (Vương quốc Phổ) [44]
- Bậc Dame, Hạng nhất của Huân chương Luise (Vương quốc Phổ)[44][45]
- Bậc Dame của Huân chương Thánh George (Vương tộc Hannover)[44]
- Bậc Dame Grand Cross của Huân chương Thánh Olga và Sofia (Vương quốc Hy Lạp )[44]
- Bậc Dame của Huân chương Vương hậu María Luisa, ngày 24 tháng 5 năm 1913 (Tây Ban Nha)[44][46]
- Huân chương Medjidie, Hạng đặc biệt dành cho Quý cô (Đế chế Ottoman)[44]
- Bậc Dame Grand Cordon của Huân chương Từ thiện (Đế quốc Ottoman)[47]
- Bậc Dame Grand Cross của Huân chương Elisabeth của Hoàng thất Áo, năm 1911 (Áo-Hungary)[48]

### Chức vụ trung đoàn
Regimentschefin (Trung đoàn Trưởng) và Oberst à la suite (Đại tá Danh dự) của Trung đoàn Leib-Husaren thứ 2 của Vương hậu Viktoria của Phổ Nr. 2, khoảng năm 1909.

## Hậu duệ
| Tên                             | Sinh                | Mất                            | Ghi chú |
| ------------------------------- | ------------------- | ------------------------------ | --- |
| Ernst August Georg của Hannover | 18 tháng 3 năm 1914 | 9 tháng 12 năm 1987 (73 tuổi)  | Kết hôn lần đầu năm 1951 với Ortrud xứ Schleswig-Holstein-Sonderburg-Glücksburg và có hậu duệ. Kết hôn lần hai năm 1981 với Monika xứ Solms-Laubach và không có hậu duệ. |
| Georg Wilhelm của Hannover      | 25 tháng 3 năm 1915 | 8 tháng 1 năm 2006 (90 tuổi)   | Kết hôn năm 1946 với Sofia của Hy Lạp và Đan Mạch và có hậu duệ. |
| Friederike Luise của Hannover   | 18 tháng 4 năm 1917 | 6 tháng 2 năm 1981 (63 tuổi)   | Kết hôn năm 1938 với Pavlos I của Hy Lạp và có hậu duệ. Friederike Luise là tổ mẫu của Vương thất Tây Ban Nha hiện tại.                                                  |
| Christian Oskar của Hannover    | 1 tháng 9 năm 1919  | 10 tháng 12 năm 1981 (62 tuổi) | Kết hôn năm 1963 với Mireille Dutry (sinh 10 tháng 1 năm 1946); ly dị năm 1976 và có hậu duệ.                                                                            |
| Welf Heinrich của Hannover      | 11 tháng 3 năm 1923 | 12 tháng 7 năm 1997 (74 tuổi)  | Kết hôn năm 1960 với Alexandra xứ Ysenburg và Büdingen và không có hậu duệ.                                                                                              |

## Gia phả
| \| \| \| \| \| \| \| \| \| \| \| \| \| \| 16. Friedrich Wilhelm III của Phổ \| \| \| \| \| \| \| \| \| \| \| \| \| \| \| \| \| \| \| \| \| \| \| \| \| \| \| \| \| \| \| \| \| \| \| \| \| \| \| \| \| \| \| \| \| \| \| \| \| \| \| \| \| \| \| \| \| \| \| \| 8. Wilhelm I của Đức \| \| \| \| \| \| \| \| \| \| \| \| \| \| \| \| \| \| \| \| \| \| \| \| \| \| \| \| \| \| \| \| \| \| \| \| \| \| \| \| \| \| \| \| \| \| \| \| \| \| \| \| \| \| \| \| \| \| \| \| \| \| \| \| \| \| \| \| \| \| \| \| 17. Luise xứ Mecklenburg-Strelitz \| \| \| \| \| \| \| \| \| \| \| \| \| \| \| \| \| \| \| \| \| \| \| \| \| \| \| \| \| \| \| \| \| \| \| \| \| \| \| \| \| \| \| \| \| \| \| \| \| \| \| \| \| \| \| \| \| \| \| \| \| \| \| \| \| \| \| \| \| \| \| \| 4. Friedrich III của Đức \| \| \| \| \| \| \| \| \| \| \| \| \| \| \| \| \| \| \| \| \| \| \| \| \| \| \| \| \| \| \| \| \| \| \| \| \| \| \| \| \| \| \| \| \| \| \| \| \| \| \| \| \| \| \| \| \| \| \| \| \| \| \| \| \| \| \| \| \| \| \| \| 18. Carl Friedrich xứ Sachsen-Weimar-Eisenach \| \| \| \| \| \| \| \| \| \| \| \| \| \| \| \| \| \| \| \| \| \| \| \| \| \| \| \| \| \| \| \| \| \| \| \| \| \| \| \| \| \| \| \| \| \| \| \| \| \| \| \| \| \| \| \| \| \| \| \| \| \| \| \| \| \| \| \| \| \| \| \| 9. Augusta của Sachsen-Weimar-Eisenach \| \| \| \| \| \| \| \| \| \| \| \| \| \| \| \| \| \| \| \| \| \| \| \| \| \| \| \| \| \| \| \| \| \| \| \| \| \| \| \| \| \| \| \| \| \| \| \| \| \| \| \| \| \| \| \| \| \| \| \| \| \| \| \| \| \| \| \| \| \| \| \| 19. Mariya Pavlovna của Nga \| \| \| \| \| \| \| \| \| \| \| \| \| \| \| \| \| \| \| \| \| \| \| \| \| \| \| \| \| \| \| \| \| \| \| \| \| \| \| \| \| \| \| \| \| \| \| \| \| \| \| \| \| \| \| \| \| \| \| \| \| \| \| \| \| \| \| \| \| \| \| \| 2. Wilhelm II của Đức \| \| \| \| \| \| \| \| \| \| \| \| \| \| \| \| \| \| \| \| \| \| \| \| \| \| \| \| \| \| \| \| \| \| \| \| \| \| \| \| \| \| \| \| \| \| \| \| \| \| \| \| \| \| \| \| \| \| \| \| \| \| \| \| \| \| \| \| \| \| \| \| 20. Edward của Liên hiệp Anh \| \| \| \| \| \| \| \| \| \| \| \| \| \| \| \| \| \| \| \| \| \| \| \| \| \| \| \| \| \| \| \| \| \| \| \| \| \| \| \| \| \| \| \| \| \| \| \| \| \| \| \| \| \| \| \| \| \| \| \| \| \| \| \| \| \| \| \| \| \| \| \| 10. Victoria I của Liên hiệp Anh \| \| \| \| \| \| \| \| \| \| \| \| \| \| \| \| \| \| \| \| \| \| \| \| \| \| \| \| \| \| \| \| \| \| \| \| \| \| \| \| \| \| \| \| \| \| \| \| \| \| \| \| \| \| \| \| \| \| \| \| \| \| \| \| \| \| \| \| \| \| \| \| 21. Victoire xứ Sachsen-Coburg-Saalfeld \| \| \| \| \| \| \| \| \| \| \| \| \| \| \| \| \| \| \| \| \| \| \| \| \| \| \| \| \| \| \| \| \| \| \| \| \| \| \| \| \| \| \| \| \| \| \| \| \| \| \| \| \| \| \| \| \| \| \| \| \| \| \| \| \| \| \| \| \| \| \| \| 5. Victoria Adelaide của Liên hiệp Anh \| \| \| \| \| \| \| \| \| \| \| \| \| \| \| \| \| \| \| \| \| \| \| \| \| \| \| \| \| \| \| \| \| \| \| \| \| \| \| \| \| \| \| \| \| \| \| \| \| \| \| \| \| \| \| \| \| \| \| \| \| \| \| \| \| \| \| \| \| \| \| \| 22. Ernst I xứ Sachsen-Coburg và Gotha \| \| \| \| \| \| \| \| \| \| \| \| \| \| \| \| \| \| \| \| \| \| \| \| \| \| \| \| \| \| \| \| \| \| \| \| \| \| \| \| \| \| \| \| \| \| \| \| \| \| \| \| \| \| \| \| \| \| \| \| \| \| \| \| \| \| \| \| \| \| \| \| 11. Albrecht xứ Sachsen-Coburg và Gotha \| \| \| \| \| \| \| \| \| \| \| \| \| \| \| \| \| \| \| \| \| \| \| \| \| \| \| \| \| \| \| \| \| \| \| \| \| \| \| \| \| \| \| \| \| \| \| \| \| \| \| \| \| \| \| \| \| \| \| \| \| \| \| \| \| \| \| \| \| \| \| \| 23. Luise Pauline xứ Sachsen-Gotha-Altenburg \| \| \| \| \| \| \| \| \| \| \| \| \| \| \| \| \| \| \| \| \| \| \| \| \| \| \| \| \| \| \| \| \| \| \| \| \| \| \| \| \| \| \| \| \| \| \| \| \| \| \| \| \| \| \| \| \| \| \| \| \| \| \| \| \| \| \| \| \| \| \| \| 1. Viktoria Luise của Phổ \| \| \| \| \| \| \| \| \| \| \| \| \| \| \| \| \| \| \| \| \| \| \| \| \| \| \| \| \| \| \| \| \| \| \| \| \| \| \| \| \| \| \| \| \| \| \| \| \| \| \| \| \| \| \| \| \| \| \| \| \| \| \| \| \| \| \| \| \| \| \| \| 24. Federik Christian II xứ Schleswig-Holstein-Sonderburg-Augustenburg \| \| \| \| \| \| \| \| \| \| \| \| \| \| \| \| \| \| \| \| \| \| \| \| \| \| \| \| \| \| \| \| \| \| \| \| \| \| \| \| \| \| \| \| \| \| \| \| \| \| \| \| \| \| \| \| \| \| \| \| \| \| \| \| \| \| \| \| \| \| \| \| 12. Christian August II xứ Schleswig-Holstein-Sonderburg-Augustenburg \| \| \| \| \| \| \| \| \| \| \| \| \| \| \| \| \| \| \| \| \| \| \| \| \| \| \| \| \| \| \| \| \| \| \| \| \| \| \| \| \| \| \| \| \| \| \| \| \| \| \| \| \| \| \| \| \| \| \| \| \| \| \| \| \| \| \| \| \| \| \| \| 25. Louise Augusta của Đan Mạch \| \| \| \| \| \| \| \| \| \| \| \| \| \| \| \| \| \| \| \| \| \| \| \| \| \| \| \| \| \| \| \| \| \| \| \| \| \| \| \| \| \| \| \| \| \| \| \| \| \| \| \| \| \| \| \| \| \| \| \| \| \| \| \| \| \| \| \| \| \| \| \| 6. Frederik VIII xứ Schleswig-Holstein \| \| \| \| \| \| \| \| \| \| \| \| \| \| \| \| \| \| \| \| \| \| \| \| \| \| \| \| \| \| \| \| \| \| \| \| \| \| \| \| \| \| \| \| \| \| \| \| \| \| \| \| \| \| \| \| \| \| \| \| \| \| \| \| \| \| \| \| \| \| \| \| 26. Christian Conrad Sophus Danneskiold-Samsøe \| \| \| \| \| \| \| \| \| \| \| \| \| \| \| \| \| \| \| \| \| \| \| \| \| \| \| \| \| \| \| \| \| \| \| \| \| \| \| \| \| \| \| \| \| \| \| \| \| \| \| \| \| \| \| \| \| \| \| \| \| \| \| \| \| \| \| \| \| \| \| \| 13. Louise Danneskiold-Samsøe \| \| \| \| \| \| \| \| \| \| \| \| \| \| \| \| \| \| \| \| \| \| \| \| \| \| \| \| \| \| \| \| \| \| \| \| \| \| \| \| \| \| \| \| \| \| \| \| \| \| \| \| \| \| \| \| \| \| \| \| \| \| \| \| \| \| \| \| \| \| \| \| 27. Johanne Henriette Valentine Kaas xứ Mur \| \| \| \| \| \| \| \| \| \| \| \| \| \| \| \| \| \| \| \| \| \| \| \| \| \| \| \| \| \| \| \| \| \| \| \| \| \| \| \| \| \| \| \| \| \| \| \| \| \| \| \| \| \| \| \| \| \| \| \| \| \| \| \| \| \| \| \| \| \| \| \| 3. Auguste Vitoria xứ Schleswig-Holstein \| \| \| \| \| \| \| \| \| \| \| \| \| \| \| \| \| \| \| \| \| \| \| \| \| \| \| \| \| \| \| \| \| \| \| \| \| \| \| \| \| \| \| \| \| \| \| \| \| \| \| \| \| \| \| \| \| \| \| \| \| \| \| \| \| \| \| \| \| \| \| \| 28. Karl Ludwig I xứ Hohenlohe-Langenburg \| \| \| \| \| \| \| \| \| \| \| \| \| \| \| \| \| \| \| \| \| \| \| \| \| \| \| \| \| \| \| \| \| \| \| \| \| \| \| \| \| \| \| \| \| \| \| \| \| \| \| \| \| \| \| \| \| \| \| \| \| \| \| \| \| \| \| \| \| \| \| \| 14. Ernst I xứ Hohenlohe-Langenburg \| \| \| \| \| \| \| \| \| \| \| \| \| \| \| \| \| \| \| \| \| \| \| \| \| \| \| \| \| \| \| \| \| \| \| \| \| \| \| \| \| \| \| \| \| \| \| \| \| \| \| \| \| \| \| \| \| \| \| \| \| \| \| \| \| \| \| \| \| \| \| \| 29. Amalie Henriette Charlotte xứ Solms-Baruth \| \| \| \| \| \| \| \| \| \| \| \| \| \| \| \| \| \| \| \| \| \| \| \| \| \| \| \| \| \| \| \| \| \| \| \| \| \| \| \| \| \| \| \| \| \| \| \| \| \| \| \| \| \| \| \| \| \| \| \| \| \| \| \| \| \| \| \| \| \| \| \| 7. Adelheid xứ Hohenlohe-Langenburg \| \| \| \| \| \| \| \| \| \| \| \| \| \| \| \| \| \| \| \| \| \| \| \| \| \| \| \| \| \| \| \| \| \| \| \| \| \| \| \| \| \| \| \| \| \| \| \| \| \| \| \| \| \| \| \| \| \| \| \| \| \| \| \| \| \| \| \| \| \| \| \| 30. Emich Carl xứ Leiningen \| \| \| \| \| \| \| \| \| \| \| \| \| \| \| \| \| \| \| \| \| \| \| \| \| \| \| \| \| \| \| \| \| \| \| \| \| \| \| \| \| \| \| \| \| \| \| \| \| \| \| \| \| \| \| \| \| \| \| \| \| \| \| \| \| \| \| \| \| \| \| \| 15. Feodora xứ Leiningen \| \| \| \| \| \| \| \| \| \| \| \| \| \| \| \| \| \| \| \| \| \| \| \| \| \| \| \| \| \| \| \| \| \| \| \| \| \| \| \| \| \| \| \| \| \| \| \| \| \| \| \| \| \| \| \| \| \| \| \| \| \| \| \| \| \| \| \| \| \| \| \| 31. Victoire xứ Sachsen-Coburg-Saalfeld \| \| \| \| \| \| \| \| \| \| \| \| \| \| \| \| \| \| \| \| \| \| \| \| \| \| \| \| \| \| \| \| \| \| \| \| \| \| \| \| \| \| \| \| \| \| \| \| \| \| \| \| |                                                                        |  |  |  |  |  |  |  |  |  |  |  |                                   |  |  |  |
| |                                                                        |  |  |  |  |  |  |  |  |  |  |  | 16. Friedrich Wilhelm III của Phổ |  |  |  |
| |                                                                        |  |  |  |  |  |  |  |  |  |  |  |                                   |  |  |  |
| |                                                                        |  |  |  |  |  |  |  |  |  |  |  |                                   |  |  |  |
| |                                                                        |  |  |  |  |  |  |  |  |  |  |  |                                   |  |  |  |
| | 8. Wilhelm I của Đức                                                   |  |  |  |  |  |  |  |  |  |  |  |                                   |  |  |  |
| |                                                                        |  |  |  |  |  |  |  |  |  |  |  |                                   |  |  |  |
| |                                                                        |  |  |  |  |  |  |  |  |  |  |  |                                   |  |  |  |
| |                                                                        |  |  |  |  |  |  |  |  |  |  |  |                                   |  |  |  |
| | 17. Luise xứ Mecklenburg-Strelitz                                      |  |  |  |  |  |  |  |  |  |  |  |                                   |  |  |  |
| |                                                                        |  |  |  |  |  |  |  |  |  |  |  |                                   |  |  |  |
| |                                                                        |  |  |  |  |  |  |  |  |  |  |  |                                   |  |  |  |
| |                                                                        |  |  |  |  |  |  |  |  |  |  |  |                                   |  |  |  |
| | 4. Friedrich III của Đức                                               |  |  |  |  |  |  |  |  |  |  |  |                                   |  |  |  |
| |                                                                        |  |  |  |  |  |  |  |  |  |  |  |                                   |  |  |  |
| |                                                                        |  |  |  |  |  |  |  |  |  |  |  |                                   |  |  |  |
| |                                                                        |  |  |  |  |  |  |  |  |  |  |  |                                   |  |  |  |
| | 18. Carl Friedrich xứ Sachsen-Weimar-Eisenach                          |  |  |  |  |  |  |  |  |  |  |  |                                   |  |  |  |
| |                                                                        |  |  |  |  |  |  |  |  |  |  |  |                                   |  |  |  |
| |                                                                        |  |  |  |  |  |  |  |  |  |  |  |                                   |  |  |  |
| |                                                                        |  |  |  |  |  |  |  |  |  |  |  |                                   |  |  |  |
| | 9. Augusta của Sachsen-Weimar-Eisenach                                 |  |  |  |  |  |  |  |  |  |  |  |                                   |  |  |  |
| |                                                                        |  |  |  |  |  |  |  |  |  |  |  |                                   |  |  |  |
| |                                                                        |  |  |  |  |  |  |  |  |  |  |  |                                   |  |  |  |
| |                                                                        |  |  |  |  |  |  |  |  |  |  |  |                                   |  |  |  |
| | 19. Mariya Pavlovna của Nga                                            |  |  |  |  |  |  |  |  |  |  |  |                                   |  |  |  |
| |                                                                        |  |  |  |  |  |  |  |  |  |  |  |                                   |  |  |  |
| |                                                                        |  |  |  |  |  |  |  |  |  |  |  |                                   |  |  |  |
| |                                                                        |  |  |  |  |  |  |  |  |  |  |  |                                   |  |  |  |
| | 2. Wilhelm II của Đức                                                  |  |  |  |  |  |  |  |  |  |  |  |                                   |  |  |  |
| |                                                                        |  |  |  |  |  |  |  |  |  |  |  |                                   |  |  |  |
| |                                                                        |  |  |  |  |  |  |  |  |  |  |  |                                   |  |  |  |
| |                                                                        |  |  |  |  |  |  |  |  |  |  |  |                                   |  |  |  |
| | 20. Edward của Liên hiệp Anh                                           |  |  |  |  |  |  |  |  |  |  |  |                                   |  |  |  |
| |                                                                        |  |  |  |  |  |  |  |  |  |  |  |                                   |  |  |  |
| |                                                                        |  |  |  |  |  |  |  |  |  |  |  |                                   |  |  |  |
| |                                                                        |  |  |  |  |  |  |  |  |  |  |  |                                   |  |  |  |
| | 10. Victoria I của Liên hiệp Anh                                       |  |  |  |  |  |  |  |  |  |  |  |                                   |  |  |  |
| |                                                                        |  |  |  |  |  |  |  |  |  |  |  |                                   |  |  |  |
| |                                                                        |  |  |  |  |  |  |  |  |  |  |  |                                   |  |  |  |
| |                                                                        |  |  |  |  |  |  |  |  |  |  |  |                                   |  |  |  |
| | 21. Victoire xứ Sachsen-Coburg-Saalfeld                                |  |  |  |  |  |  |  |  |  |  |  |                                   |  |  |  |
| |                                                                        |  |  |  |  |  |  |  |  |  |  |  |                                   |  |  |  |
| |                                                                        |  |  |  |  |  |  |  |  |  |  |  |                                   |  |  |  |
| |                                                                        |  |  |  |  |  |  |  |  |  |  |  |                                   |  |  |  |
| | 5. Victoria Adelaide của Liên hiệp Anh                                 |  |  |  |  |  |  |  |  |  |  |  |                                   |  |  |  |
| |                                                                        |  |  |  |  |  |  |  |  |  |  |  |                                   |  |  |  |
| |                                                                        |  |  |  |  |  |  |  |  |  |  |  |                                   |  |  |  |
| |                                                                        |  |  |  |  |  |  |  |  |  |  |  |                                   |  |  |  |
| | 22. Ernst I xứ Sachsen-Coburg và Gotha                                 |  |  |  |  |  |  |  |  |  |  |  |                                   |  |  |  |
| |                                                                        |  |  |  |  |  |  |  |  |  |  |  |                                   |  |  |  |
| |                                                                        |  |  |  |  |  |  |  |  |  |  |  |                                   |  |  |  |
| |                                                                        |  |  |  |  |  |  |  |  |  |  |  |                                   |  |  |  |
| | 11. Albrecht xứ Sachsen-Coburg và Gotha                                |  |  |  |  |  |  |  |  |  |  |  |                                   |  |  |  |
| |                                                                        |  |  |  |  |  |  |  |  |  |  |  |                                   |  |  |  |
| |                                                                        |  |  |  |  |  |  |  |  |  |  |  |                                   |  |  |  |
| |                                                                        |  |  |  |  |  |  |  |  |  |  |  |                                   |  |  |  |
| | 23. Luise Pauline xứ Sachsen-Gotha-Altenburg                           |  |  |  |  |  |  |  |  |  |  |  |                                   |  |  |  |
| |                                                                        |  |  |  |  |  |  |  |  |  |  |  |                                   |  |  |  |
| |                                                                        |  |  |  |  |  |  |  |  |  |  |  |                                   |  |  |  |
| |                                                                        |  |  |  |  |  |  |  |  |  |  |  |                                   |  |  |  |
| | 1. Viktoria Luise của Phổ                                              |  |  |  |  |  |  |  |  |  |  |  |                                   |  |  |  |
| |                                                                        |  |  |  |  |  |  |  |  |  |  |  |                                   |  |  |  |
| |                                                                        |  |  |  |  |  |  |  |  |  |  |  |                                   |  |  |  |
| |                                                                        |  |  |  |  |  |  |  |  |  |  |  |                                   |  |  |  |
| | 24. Federik Christian II xứ Schleswig-Holstein-Sonderburg-Augustenburg |  |  |  |  |  |  |  |  |  |  |  |                                   |  |  |  |
| |                                                                        |  |  |  |  |  |  |  |  |  |  |  |                                   |  |  |  |
| |                                                                        |  |  |  |  |  |  |  |  |  |  |  |                                   |  |  |  |
| |                                                                        |  |  |  |  |  |  |  |  |  |  |  |                                   |  |  |  |
| | 12. Christian August II xứ Schleswig-Holstein-Sonderburg-Augustenburg  |  |  |  |  |  |  |  |  |  |  |  |                                   |  |  |  |
| |                                                                        |  |  |  |  |  |  |  |  |  |  |  |                                   |  |  |  |
| |                                                                        |  |  |  |  |  |  |  |  |  |  |  |                                   |  |  |  |
| |                                                                        |  |  |  |  |  |  |  |  |  |  |  |                                   |  |  |  |
| | 25. Louise Augusta của Đan Mạch                                        |  |  |  |  |  |  |  |  |  |  |  |                                   |  |  |  |
| |                                                                        |  |  |  |  |  |  |  |  |  |  |  |                                   |  |  |  |
| |                                                                        |  |  |  |  |  |  |  |  |  |  |  |                                   |  |  |  |
| |                                                                        |  |  |  |  |  |  |  |  |  |  |  |                                   |  |  |  |
| | 6. Frederik VIII xứ Schleswig-Holstein                                 |  |  |  |  |  |  |  |  |  |  |  |                                   |  |  |  |
| |                                                                        |  |  |  |  |  |  |  |  |  |  |  |                                   |  |  |  |
| |                                                                        |  |  |  |  |  |  |  |  |  |  |  |                                   |  |  |  |
| |                                                                        |  |  |  |  |  |  |  |  |  |  |  |                                   |  |  |  |
| | 26. Christian Conrad Sophus Danneskiold-Samsøe                         |  |  |  |  |  |  |  |  |  |  |  |                                   |  |  |  |
| |                                                                        |  |  |  |  |  |  |  |  |  |  |  |                                   |  |  |  |
| |                                                                        |  |  |  |  |  |  |  |  |  |  |  |                                   |  |  |  |
| |                                                                        |  |  |  |  |  |  |  |  |  |  |  |                                   |  |  |  |
| | 13. Louise Danneskiold-Samsøe                                          |  |  |  |  |  |  |  |  |  |  |  |                                   |  |  |  |
| |                                                                        |  |  |  |  |  |  |  |  |  |  |  |                                   |  |  |  |
| |                                                                        |  |  |  |  |  |  |  |  |  |  |  |                                   |  |  |  |
| |                                                                        |  |  |  |  |  |  |  |  |  |  |  |                                   |  |  |  |
| | 27. Johanne Henriette Valentine Kaas xứ Mur                            |  |  |  |  |  |  |  |  |  |  |  |                                   |  |  |  |
| |                                                                        |  |  |  |  |  |  |  |  |  |  |  |                                   |  |  |  |
| |                                                                        |  |  |  |  |  |  |  |  |  |  |  |                                   |  |  |  |
| |                                                                        |  |  |  |  |  |  |  |  |  |  |  |                                   |  |  |  |
| | 3. Auguste Vitoria xứ Schleswig-Holstein                               |  |  |  |  |  |  |  |  |  |  |  |                                   |  |  |  |
| |                                                                        |  |  |  |  |  |  |  |  |  |  |  |                                   |  |  |  |
| |                                                                        |  |  |  |  |  |  |  |  |  |  |  |                                   |  |  |  |
| |                                                                        |  |  |  |  |  |  |  |  |  |  |  |                                   |  |  |  |
| | 28. Karl Ludwig I xứ Hohenlohe-Langenburg                              |  |  |  |  |  |  |  |  |  |  |  |                                   |  |  |  |
| |                                                                        |  |  |  |  |  |  |  |  |  |  |  |                                   |  |  |  |
| |                                                                        |  |  |  |  |  |  |  |  |  |  |  |                                   |  |  |  |
| |                                                                        |  |  |  |  |  |  |  |  |  |  |  |                                   |  |  |  |
| | 14. Ernst I xứ Hohenlohe-Langenburg                                    |  |  |  |  |  |  |  |  |  |  |  |                                   |  |  |  |
| |                                                                        |  |  |  |  |  |  |  |  |  |  |  |                                   |  |  |  |
| |                                                                        |  |  |  |  |  |  |  |  |  |  |  |                                   |  |  |  |
| |                                                                        |  |  |  |  |  |  |  |  |  |  |  |                                   |  |  |  |
| | 29. Amalie Henriette Charlotte xứ Solms-Baruth                         |  |  |  |  |  |  |  |  |  |  |  |                                   |  |  |  |
| |                                                                        |  |  |  |  |  |  |  |  |  |  |  |                                   |  |  |  |
| |                                                                        |  |  |  |  |  |  |  |  |  |  |  |                                   |  |  |  |
| |                                                                        |  |  |  |  |  |  |  |  |  |  |  |                                   |  |  |  |
| | 7. Adelheid xứ Hohenlohe-Langenburg                                    |  |  |  |  |  |  |  |  |  |  |  |                                   |  |  |  |
| |                                                                        |  |  |  |  |  |  |  |  |  |  |  |                                   |  |  |  |
| |                                                                        |  |  |  |  |  |  |  |  |  |  |  |                                   |  |  |  |
| |                                                                        |  |  |  |  |  |  |  |  |  |  |  |                                   |  |  |  |
| | 30. Emich Carl xứ Leiningen                                            |  |  |  |  |  |  |  |  |  |  |  |                                   |  |  |  |
| |                                                                        |  |  |  |  |  |  |  |  |  |  |  |                                   |  |  |  |
| |                                                                        |  |  |  |  |  |  |  |  |  |  |  |                                   |  |  |  |
| |                                                                        |  |  |  |  |  |  |  |  |  |  |  |                                   |  |  |  |
| | 15. Feodora xứ Leiningen                                               |  |  |  |  |  |  |  |  |  |  |  |                                   |  |  |  |
| |                                                                        |  |  |  |  |  |  |  |  |  |  |  |                                   |  |  |  |
| |                                                                        |  |  |  |  |  |  |  |  |  |  |  |                                   |  |  |  |
| |                                                                        |  |  |  |  |  |  |  |  |  |  |  |                                   |  |  |  |
| | 31. Victoire xứ Sachsen-Coburg-Saalfeld                                |  |  |  |  |  |  |  |  |  |  |  |                                   |  |  |  |
| |                                                                        |  |  |  |  |  |  |  |  |  |  |  |                                   |  |  |  |
| |                                                                        |  |  |  |  |  |  |  |  |  |  |  |                                   |  |  |  |